# Île Carn
Cet article concerne une île. Pour le monument, voir Cairn de l'île Carn.
L’île Carn, en breton Enez Karn, est un îlot côtier situé dans la commune de Ploudalmézeau, dans le nord du Bas-Léon, dans le Finistère, en Bretagne. Elle porte un cairn daté d'environ 4200 av. J.-C.

## Localisation
L'îlot est situé en mer Celtique. Il est proche de la côte des Abers, au nord de Portsall, et fait face au lieu où s'est déroulé le naufrage de l'Amoco Cadiz.

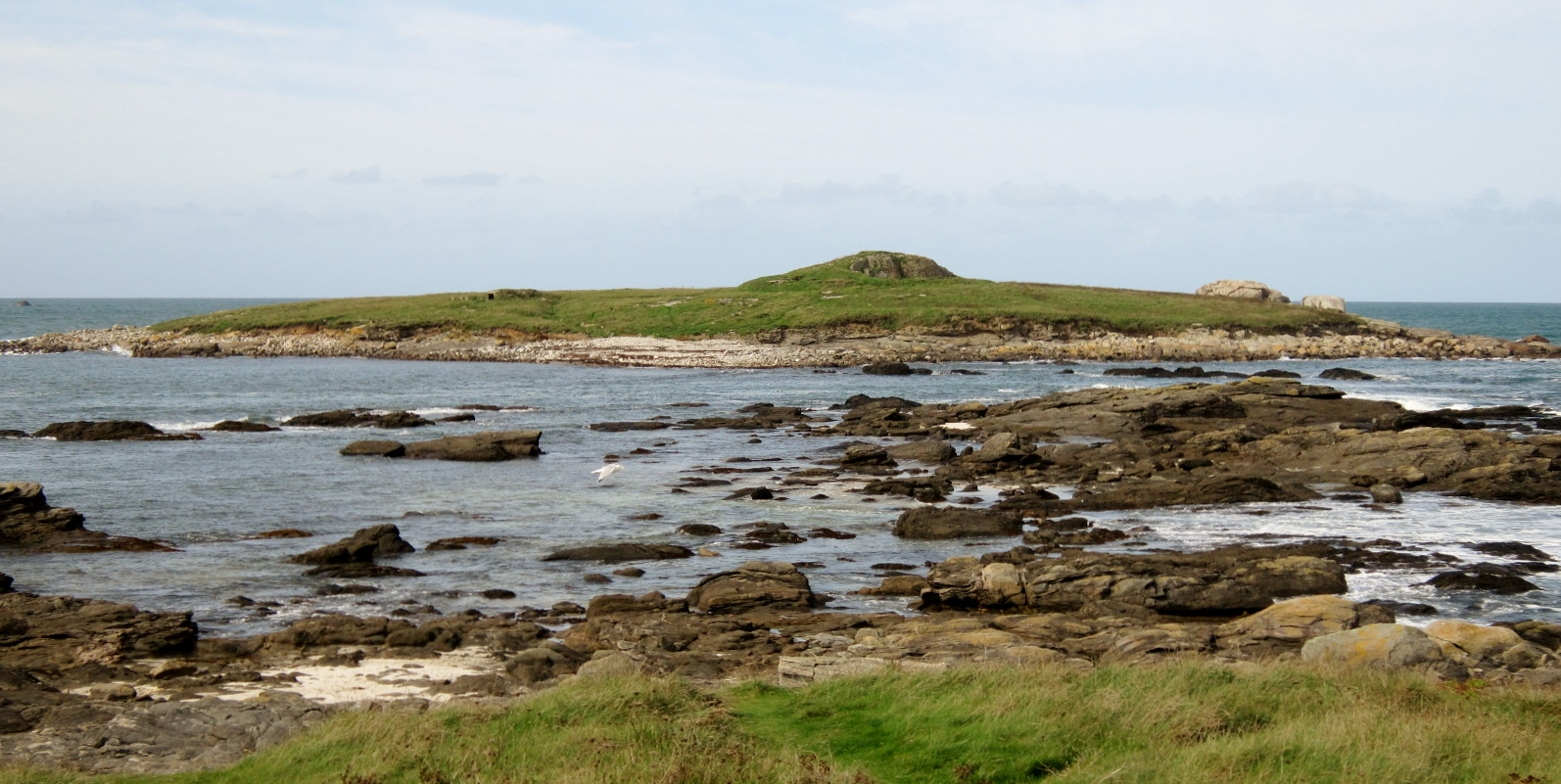
L'île Carn vue du continent (à marée haute).

## Toponymie

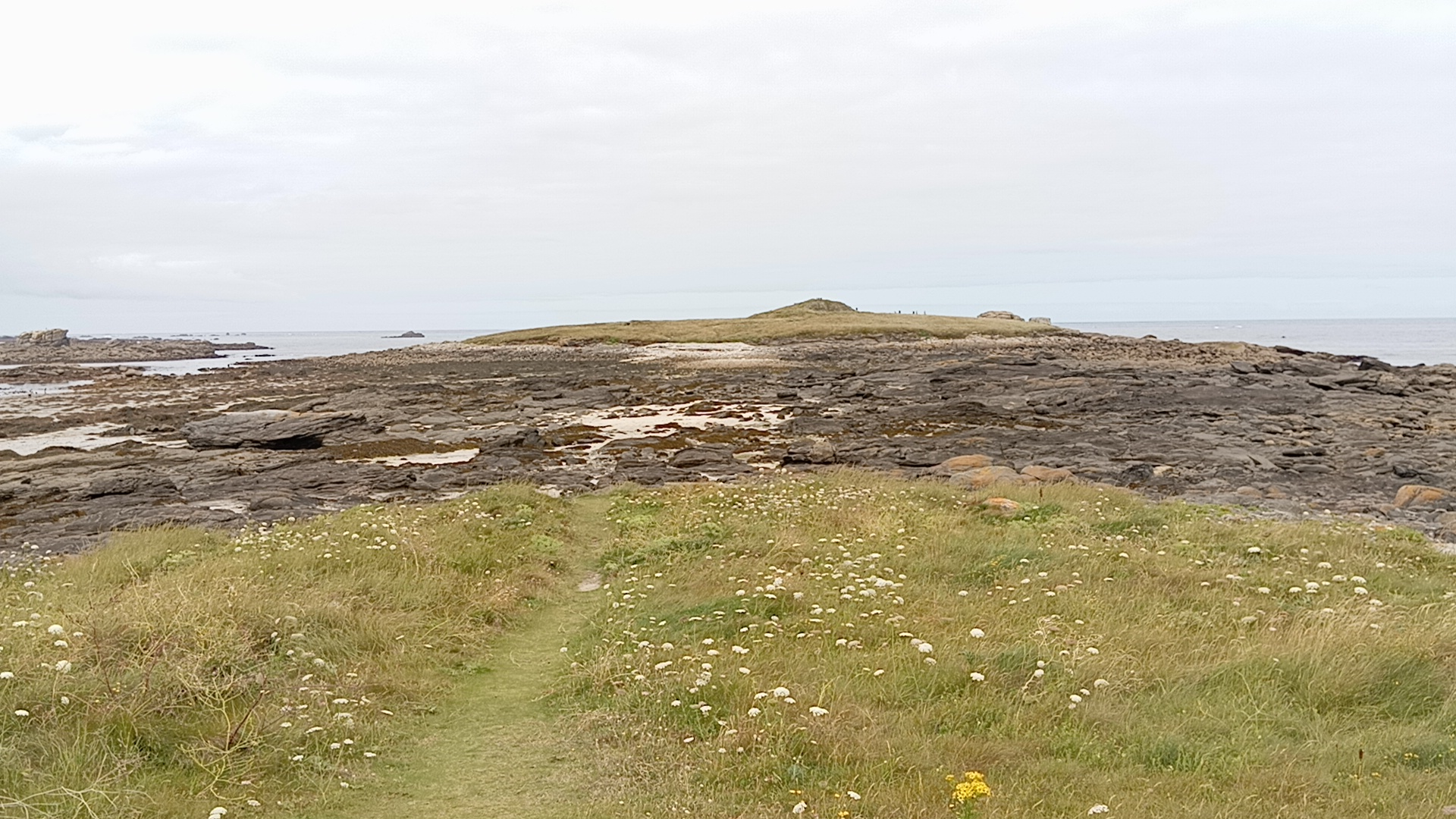
L'île Carn vue du continent (à marée basse).

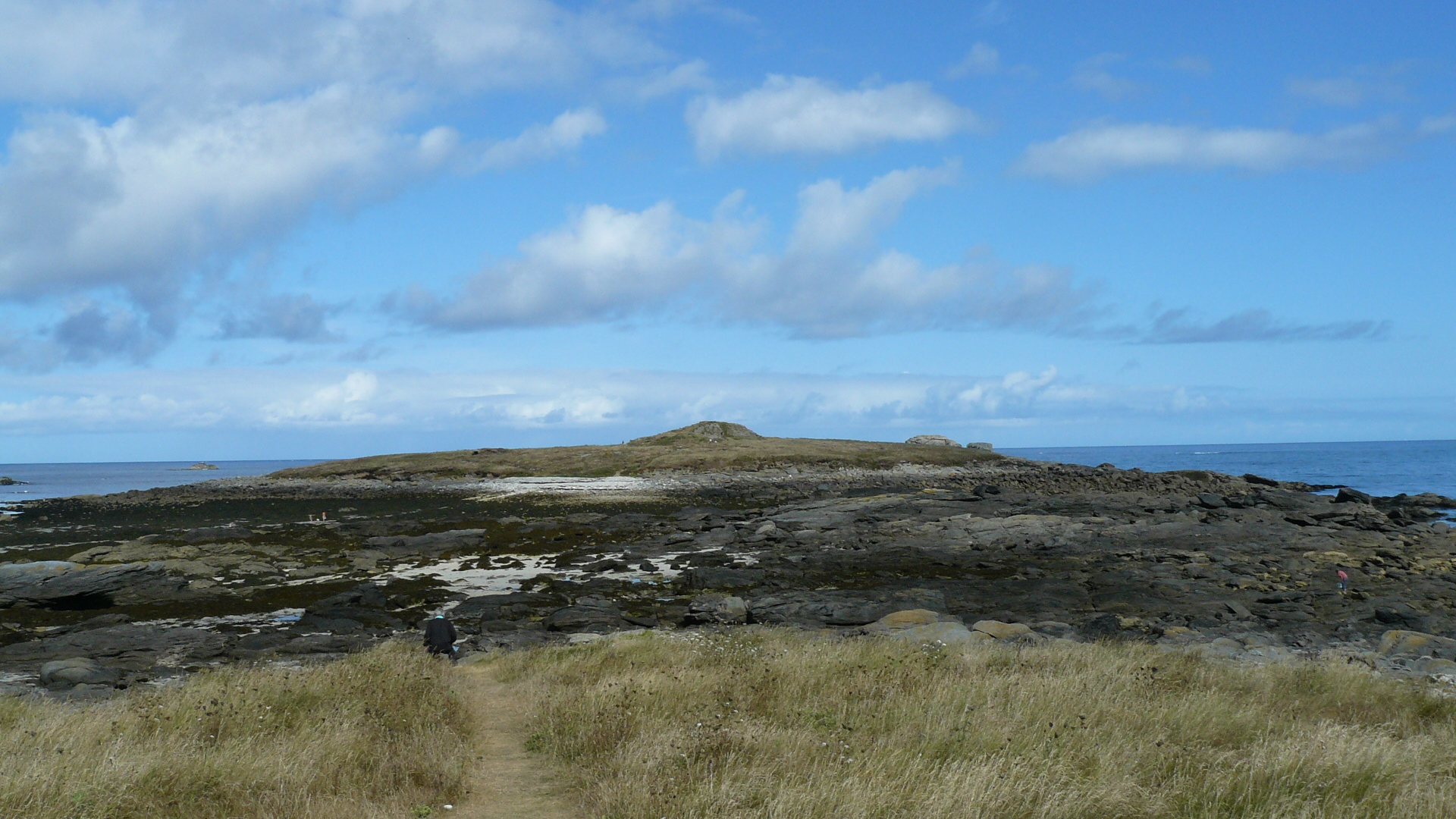
L'île, son cairn et le passage rocheux offrant l'accès à marée basse.

Selon André Guilcher, la forme bretonne du nom de l'île est Enez Karn. En breton, karn signifie « sabot de cheval » (et kern « sommet de montagne ou de crâne »).
Quant au mot cairn adopté par les archéologues, c'est un terme écossais moderne, déformation de carne qui servait déjà au XVIe siècle à désigner une construction préhistorique. Carne provient lui-même du gaélique carn (« tas de pierres »).
Concernant l'île Carn, on ignore ce que le nom a désigné initialement, car on l'applique tout à la fois à l'île, au monument qu'elle porte (un cairn), à un seigneur de légende qui aurait habité là, et à l'ensemble du paysage alentour.
Des cartographes emploient la forme île de Carne à partir de 1675 ; d'autres 'île Carne à partir de 1838 ; d'autres enfin île Carn à partir du XIXe siècle et jusqu'à nos jours.

## Géologie
La moitié nord de l'île est de « granite migmatitique plus ou moins porphyroïde », tandis que la moitié sud et son rattachement au continent sont des « amphibolites quartziques (agmatites) ».

## Description
L'accès se fait à pied sec, à marée basse (pendant environ un tiers de la marée), par une chaussée de rochers d'environ 600 m de long. À marée montante, un fort courant coupe la chaussée. L'îlot a une superficie de 15 000 m2 aux plus hautes mers.

## Histoire

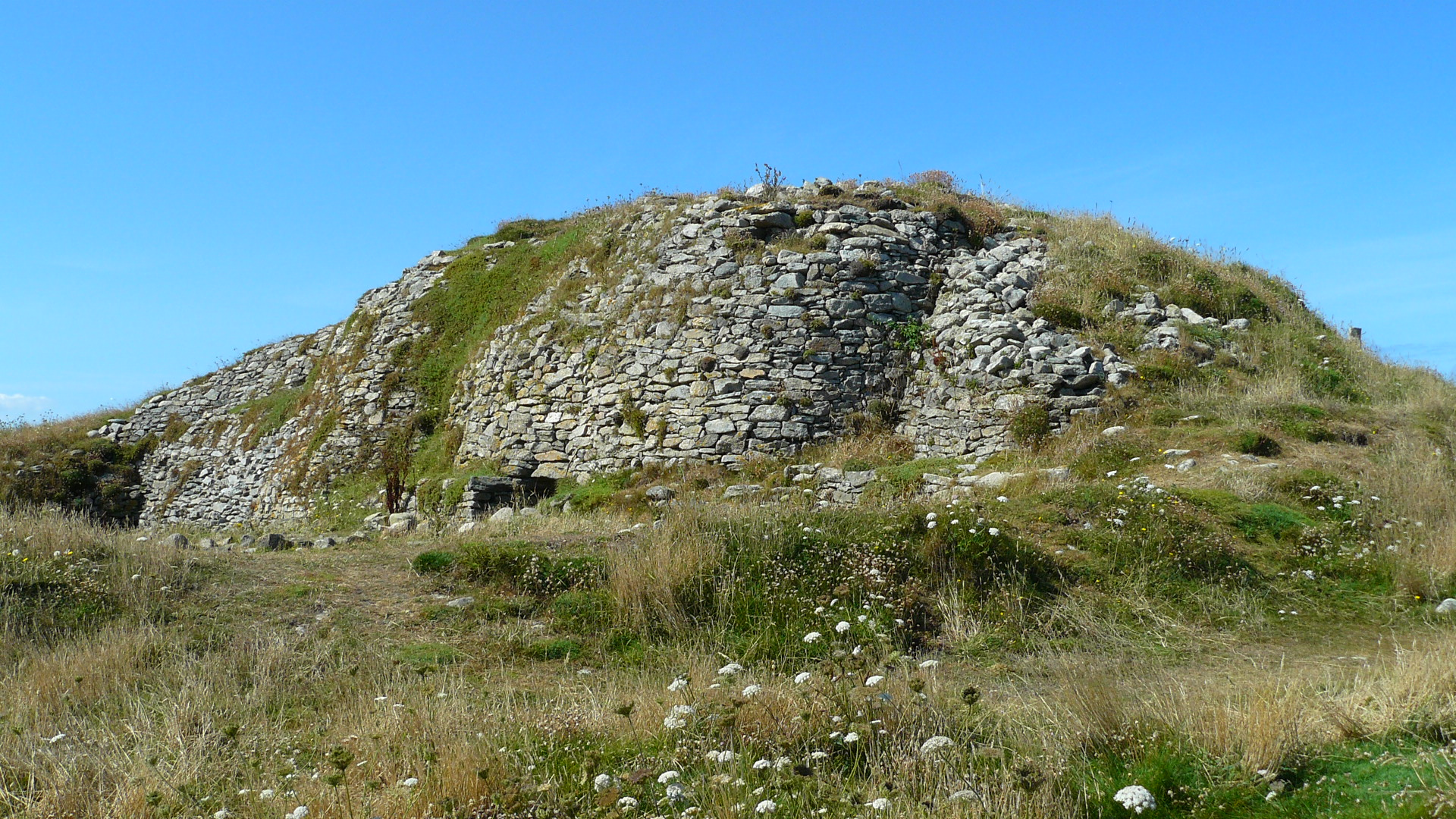
Façade du cairn primaire, vue du nord. Au premier plan, la rupture de pente signale le pourtour circulaire du grand cairn secondaire.

### Le cairn
L'îlot est sommé d'un cairn trapézoïdal daté du Néolithique moyen (aux alentours de 4200 av. J.-C., pour sa partie la plus ancienne), comportant trois dolmens à voûte en encorbellement et à couloir. Ce cairn primaire est condamné au Néolithique final, et enseveli sous un grand cairn circulaire.

### Des goémoniers auXXesiècle
Une famille de goémoniers, les Le Vern, a habité sur l'île jusqu'à la Seconde Guerre mondiale ; leur maison fut détruite par les Allemands. Le brûlage du goémon s'y effectua jusque vers 1956.

## Environnement

### Faune

#### Arachnides
La mygale à chaussettes.

#### Insectes
Le criquet mélodieux et la piéride de la rave.

#### Gastéropodes
Helix aspersa.

#### Mammifères
Le lapin de garenne et le rat surmulot, « mammifères allochtones ayant un impact sur la faune autochtone ou sur la conservation des habitats », et le renard roux.

#### Oiseaux
Des traquets motteux et des corneilles noires de passage y ont été observés.

### Flore
L'îlot est couvert d'herbe rase et de coussins d'arméries maritimes. On trouve aussi le silène maritime, le plantain corne de cerf, l'orpin, la bette maritime, la spergulaire, la criste marine, la doradille marine…

## Légende
La tradition populaire voyait dans les cairns les ruines de châteaux du Moyen Âge. Une légende est donc attachée à cette île, légende similaire à celle de Midas, roi de Phrygie, et à celle du roi armoricain Marc'h. Elle est recueillie en 1874, à Portsall, par le folkloriste Paul Sébillot qui l'a publiée dans la Revue des Traditions populaires.
Dans le château de l'île, vivait le seigneur Karn, un seigneur cruel. Il était affublé d'oreilles de cheval, dissimulées sous un bonnet. Pour qu'ils ne divulguent pas son secret, il tuait systématiquement tous les jeunes gens qu'il faisait venir pour le raser. L'un d'eux, Losthouarn, de Pen-ar-Pont, préféra égorger le seigneur en le rasant que de subir le sort de ses prédécesseurs.
Selon une autre version recueillie à Penhars en 1892, le personnage cruel concerné serait le roi Guinvarch.